# Madonna mit Kind (Portets)

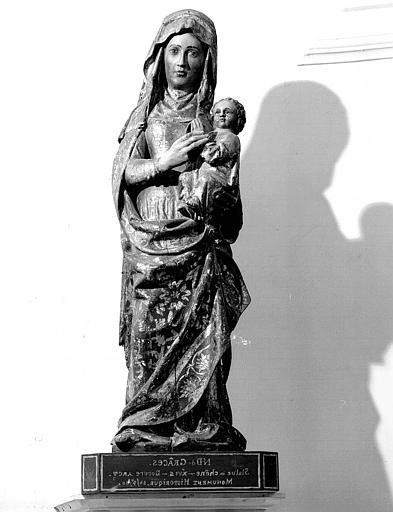
Madonna mit Kind in Portets

Die Skulptur Madonna mit Kind in der Kirche St-Vincent in Portets, einer französischen Gemeinde im Département Gironde der Region Nouvelle-Aquitaine, wurde im 15. Jahrhundert geschaffen. Im Jahr 1930 wurde die gotische Skulptur als Monument historique in die Liste der denkmalgeschützten Objekte (Base Palissy) in Frankreich aufgenommen.
Die bemalte Skulptur aus Eichenholz ist 1,20 Meter hoch. Das Jesuskind sitzt auf dem linken Arm von Maria, die das Kind mit der rechten Hand am Arm berührt. Beide schauen den Betrachter an.